# 嚴樞
嚴樞（1402年—？），字務正，江西吉安府萬安縣人，民籍。明朝政治人物。同進士出身。

## 生平
正統九年（1444年）甲子科應天府鄉試第二十名。正統十年（1445年）乙丑科會試第九十二名，殿試登進士第三甲第七十名。官監察御史。

## 家族
曾祖嚴成可。祖父嚴原亨。父亲嚴子寬。